# Avraham Tehomi

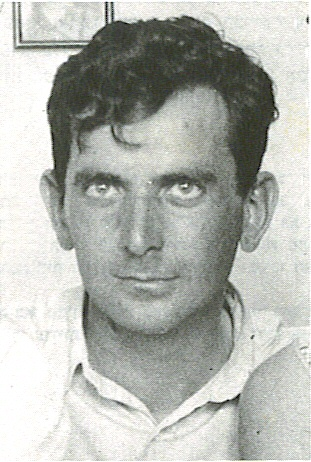
Avraham Tehomi

Avraham Tehomi (Hebreeuws: אברהם תהומי), geboren met de achternaam Silberg (Odessa, 1903 - Hongkong, 1991) was een zionistische militant, en een sleutelfiguur in de geschiedenis van de paramilitaire organisatie Hagana, die van 1920-1948 de zionistische doelstellingen in het toenmalige Palestina verdedigde. Hij werd vooral bekend doordat hij degene was die de moord uitvoerde op de Nederlandse schrijver Jacob Israël de Haan.

## Biografie
Silberg werd geboren in het tsaristische Rusland. Hij was al vroeg een enthousiast zionist en emigreerde op jeugdige leeftijd naar Palestina als pionier; daar nam hij de naam Avraham Tehomi aan. Hij legde zich toe op de wegenbouw, en volgde met succes trainingen voor de Hagana.
Op 30 juni 1924 vermoordde Tehomi op klaarlichte dag de Nederlandse schrijver en politicus Jacob Israël de Haan, die in Jeruzalem leefde als journalist. Tehomi schoot De Haan neer op de trappen van het Sha'arei Zedek Ziekenhuis aan de Jaffastraat in Jeruzalem. De moord choqueerde Palestina niet minder dan Europa, maar de moordenaar en zijn motief werden pas veel later ontdekt. Toen twee Israëlische journalisten Tehomi uiteindelijk hadden opgespoord in Amerika, en hem voor de Israëlische tv interviewden, gaf hij bereidwillig toe dat hij de moord had gepleegd: "Ik heb gedaan wat de Hagana had besloten dat er moest gebeuren. Trouwens, niets gebeurde zonder opdracht van Itzhak Ben-Zvi [die later de tweede president van Israël werd (1952-1963)] (...) Ik heb daar geen spijt van, want hij [De Haan] wilde ons hele idee van het Zionisme vernietigen." Dit was de eerste politieke moord in Palestina. De Duitse schrijver Arnold Zweig herdacht de moord in zijn roman De Vriendt kehrt heim (Berlijn, 1932).
In 1925 werd Tehomi ondercommandant van de Hagana voor het district Jeruzalem, en van 1929-1931 diende hij daar als districtscommandant. Bij de bloedige rellen in Palestina in de zomer van 1929, veroorzaakt door Arabieren die zich verzetten tegen de groeiende invloed van de joodse immigranten, bleek de Hagana echter onvoldoende voorbereid. De rellen kostten aan 133 joden en 116 Arabieren het leven. Een gevolg van de onenigheid over dit thema was dat Avraham Tehomi de Hagana verliet en met anderen de Etsel stichtte, ook wel Irgun Zvai Leumi (Irgoen Tsewaïe Leöemi) genoemd, een terroristische beweging waarvan hij de eerste leider was. Etsel wilde een niet-socialistisch alternatief zijn voor de zionistische organisaties zoals de Hagana, en streefde naar beëindiging van het Britse mandaat met alle middelen. De militaire organisatie hield zich onder meer bezig met terreuraanslagen om anti-Joodse aanvallen door Palestijnse Arabieren te vergelden. 
Tehomi probeerde vervolgens om beide militaire organisaties te verenigen, en werd daarom (samen met 1500 leden van Etsel, de helft van het totaal) in 1937 weer lid van de Hagana. Toen bleek dat de Hagana zijn verplichtingen onder de samenvoegingsovereenkomst niet kon uitvoeren, trad Tehomi af en hield zich verder bezig met onafhankelijke immigratie-activiteiten en spionage. Ten slotte trok hij zich helemaal terug. In de laatste jaren van zijn leven woonde hij eerst in de Verenigde Staten, vervolgens in Israël, en daarna in Hongkong waar hij in 1991 overleed.